# Bacula
Bacula – system do tworzenia kopii zapasowych typu klient/serwer, udostępniany na licencji otwartego oprogramowania (GPL), pozwalający tworzyć zaawansowane, profesjonalne systemy kopii bezpieczeństwa.
System umożliwia dopasowanie strategii kopii bezpieczeństwa do potrzeb małych, średnich i dużych konfiguracji. Pozwala m.in. na szyfrowanie transmisji, kompresję plików w locie, zdalny monitoring ze stacji klienckiej, wykorzystanie bibliotek taśmowych, dysków twardych, dysków DVD. Informacje o wszystkich przechowywanych plikach (tzw. katalog) trzyma w bazie danych (MySQL, PostgreSQL, SQLite).
Architektura Baculi dzieli się na kilka usług:
- director daemon – zarządza komunikacją z pozostałymi usługami oraz bazą danych, inicjuje wykonanie planowanych zadań kopii zapasowych;
- storage daemon – obsługuje nośniki do przechowywania kopii zapasowych;
- file/client daemon – uruchamiany na komputerze, którego dane mają być zabezpieczane, przesyła pliki do storage daemon podczas archiwizacji lub przyjmuje dane przy odzyskiwaniu z kopii zapasowych;

Poszczególne usługi mogą pracować na jednej maszynie lub na wielu komputerach w sieci komputerowej, komunikując się poprzez protokoły TCP/IP.

## Wspierane systemy operacyjne
Oficjalnie wspierane przez Baculę systemy operacyjne:
- FreeBSD (director, storage, client)
- Linux (director, storage, client)
- Solaris (director, storage, client)
- OS X (client)
- Microsoft Windows 98, Me, NT, 2000, XP, 2008, Vista (client)
- NetBSD (client)
- OpenBSD (client)

Pozbawione oficjalnego wsparcia, ale zgłoszone jako pracujące z klientem Baculi, są:
- AIX
- BSDI
- HP-UX
- Tru64
- IRIX